# 常茵
常茵（1935年1月23日—），本名	常劍飛，別號 天明，筆名常青青、常天明、尚適，臺灣作家。

## 生平
四川省梁山縣人，空軍機械學校專修班第二十一期畢業。1972年以空軍上尉退役，即轉任新聞文化界。
曾任「雄雞之聲」、「讀友文摘」、「企業世界」、「中市青年」刊物等執行編輯，《大社會雜誌》的副社長兼總編輯，「自強日報」、「民聲日報」編輯，「自強副刊」主編，「中台醫專」指導老師，以及全國圖書供應社主副總編輯。
榮獲青溪文藝獎。

## 創作風格與特色
常茵的創作文類有論述、散文和小說。論述為創作層面上的探討；散文多是充滿人生光明面的勵志小品，與探討人生百態的心靈哲學，用字通俗易懂；小說作品則多半描述時代男女愛情故事。

## 作品

### 散文
- 《誓言雋語》〔1969〕
- 《靜思心語》〔1970〕
- 《人生的座右銘》〔1970〕
- 《珍貴的啟示》〔1971〕
- 《愚人哲學》〔1974〕
- 《心靈的花朵》〔1976〕
- 《找回您自己》〔1977〕
- 《充滿希望的人生》〔1978〕
- 《生命的花朵》〔1978〕
- 《未走完的路》〔1978〕
- 《幸福之鑰》〔1978〕
- 《雅俗文粹》〔1978〕
- 《五四血淚史》〔1984〕
- 《愚人的智慧》〔1986〕
- 《那段艱苦的歲月》〔1991〕
- 《人生拾掇》〔2007〕

### 小說
- 《愛的漣漪》〔1958〕
- 《古剎哲人》〔1958〕
- 《滬濱碧血》〔1958〕
- 《新生》〔1958〕
- 《決鬥》〔1958〕
- 《梅開二度的卓文君》〔1958〕
- 《至愛》〔1958〕
- 《海外憶忠魂》〔1959〕
- 《夢》〔1959〕
- 《不完整的愛》〔1960〕
- 《愛的悲劇》〔1962〕
- 《黃昏後》〔1963〕
- 《赫貞河畔》〔1968〕
- 《娃娃兵》〔1976〕
- 《茫茫長夜》〔1976〕
- 《異國情深》〔1977〕
- 《白雲深處》〔1977〕
- 《新社會的悲劇》〔1977〕
- 《歌星淚影》〔1978〕
- 《午夜訪客》〔1988〕
- 《精神病院的戀歌》〔1993〕
- 《天下一家》〔1998〕
- 《維爾德．碧斯》〔2005〕
- 《愛的花朵》
- 《錯》
- 《謎您小說》
- 《那年夏天》
- 《歐陽世家》
- 《世界村的傳奇》
- 《小仙女的祈禱》
- 《那個流血的冬夜》

### 論述
- 《寫作初步與欣賞》〔1968〕
- 《世界哲學家的故事》〔1969〕
- 《寫作的藝術》〔1998〕